# Walki Wołochów z Sasami siedmiogrodzkmi
Walki Wołochów z Sasami siedmiogrodzkmi miały miejsce w roku 1460.
W roku 1460 doszło do ataku wojsk wołoskich Włada Palownika na ziemie Sasów siedmiogrodzkich. Powodem ataku miało być przyjęcie przez Sasów z Braszowa pretendenta do władzy Dana III, który zamierzał zająć miejsce Włada na tronie Wołoszczyzny. W kwietniu 1460 r. Dan został pojmany podczas walk z siłami Włada Palownika i ścięty a siły wołoskie wyruszyły przeciwko Sasom. Uderzenie spadło na kraj Barșy i okolice Braszowa, którego przedmieścia doszczętnie spalono. Kolejne ataki przypuszczono na Codleę i Bod. Jeńców saskich wbijano na pal. Po dokonaniu tej zemsty Wład Palownik zawarł z posłami saskimi rozejm, żądając wydania mu uchodźców politycznych, którzy znaleźli schronienie w Braszowie.